# V578 Возничего
V578 Возничего (лат. V578 Aurigae) — одиночная переменная звезда в созвездии Возничего на расстоянии (вычисленном из значения параллакса) приблизительно 26669 световых лет (около 8177 парсеков) от Солнца. Видимая звёздная величина звезды — от +11,9m до +11,2m.

## Характеристики
V578 Возничего — оранжевая пульсирующая медленная неправильная переменная звезда (LB) спектрального класса K. Эффективная температура — около 3905 K.